# Schloss Hetterscheidt

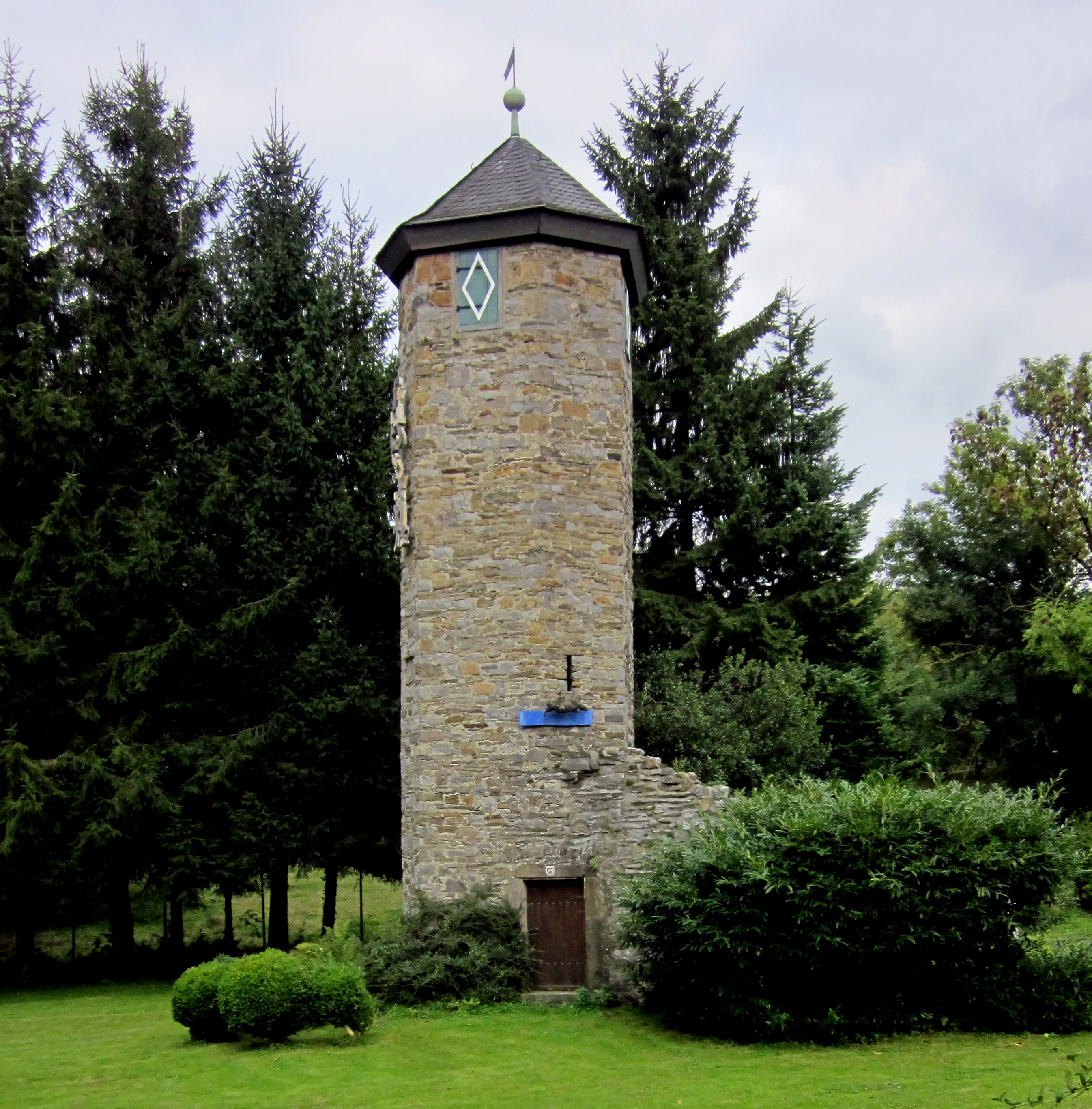
Der einzig erhaltene Turm des „Schlosses“

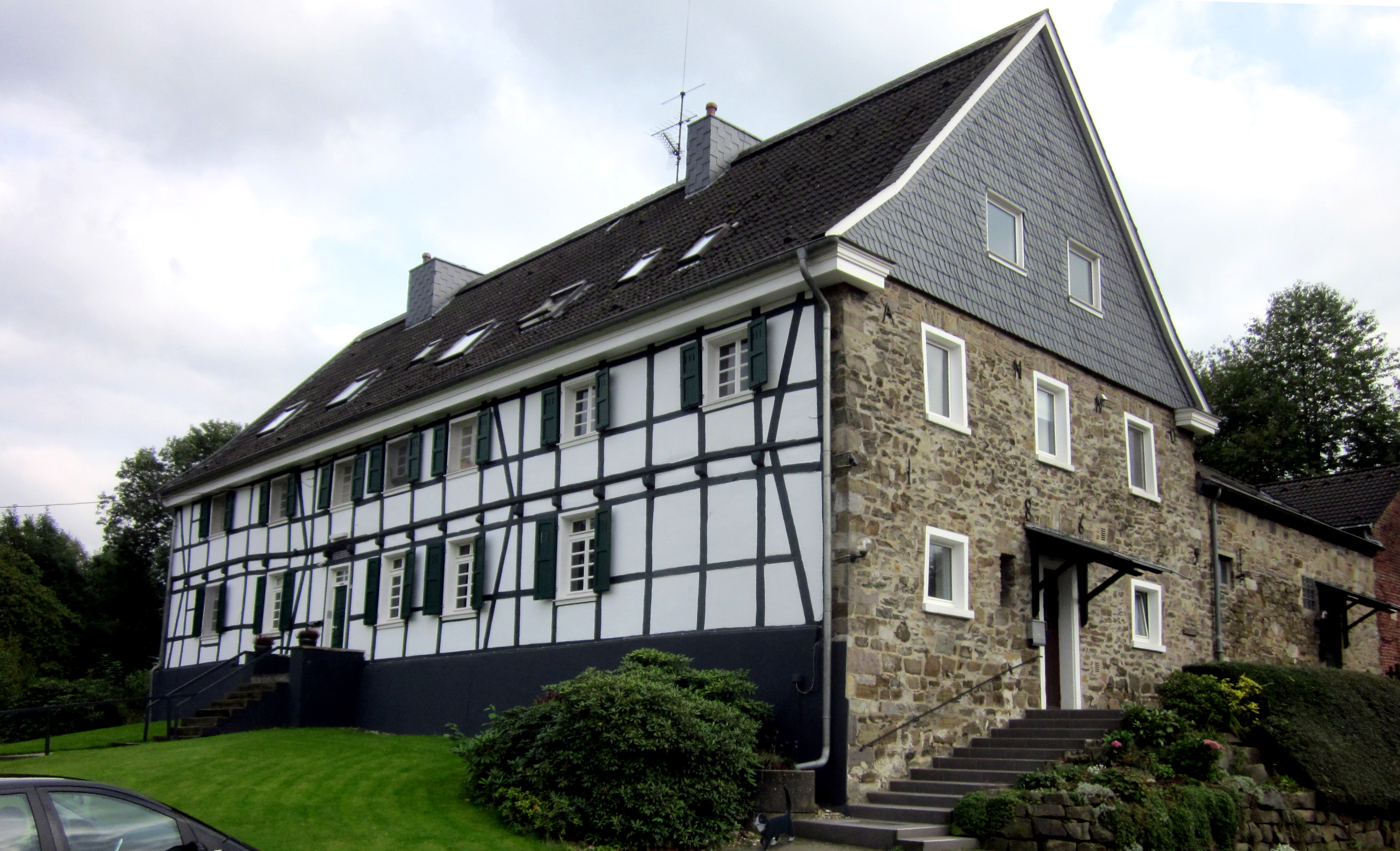
Der Abtskücher Hof wird als Teil des ehemaligen „Schlosses“ vermutet

Schloss Hetterscheidt (auch Burg Hetterscheidt, Haus Hetterscheidt) war ein Wasserschloss oder eine Wasserburg im Ortsteil Hetterscheidt von Heiligenhaus.

## Geschichte
Das Gebiet der heutigen Gemeinde Heiligenhaus gehörte seit der Gründung als Ausstattung zum Kloster Werden. Neben Langenbögel war Hetterscheidt, 847 als Hetratescethe erwähnt, einer der Haupthöfe des Klosters. Ursprünglich war es das Stammschloss der Adelsfamilie von Hetterscheidt. Als festes Haus wurde 1364/65 das Gebäude in den Werdener Rechnungsbüchern im Zusammenhang des Baus von Mauern und Toren erwähnt. Die Anlage war als Lehen vergeben. Sie bestand aus einem Oberhaus und einem Wirtschaftsgebäude. Der Lehnsnehmer sicherte zu, dass er in das Wirtschaftsgebäude wechseln würde, sobald die Äbte in Hetterscheidt wohnen wollten. Die Burg zeitweise auch als Schloss bezeichnet, diente den Äbten als Sommerresidenz. Für 1525 ist eine Kapelle bezeugt. Im Jahr 1587 wurde die Anlage im Verlauf des spanischen Winters zerstört und wurde von Abt Hugo Preuteus wieder aufgebaut und mit einer Mauer umgeben. Von dem Gebäude ist heute ein Turm erhalten. Die genaue Gestalt ist nicht ganz klar. Eine historische Darstellung aus dem 16. Jahrhundert zeigt eine Wasserburg mit einem Giebelhaus und einem quadratischen Turm. Eine weitere Abbildung weist zwei unterschiedlich hohe Türme auf. Eine Darstellung von 1783 zeigt ein zweistöckiges Haus mit Satteldach mit zwei runden Türmen. Seit dem 18. Jahrhundert verfiel die Anlage.

## Beschreibung
Erhalten ist heute lediglich ein Turm, mit einer Wetterfahne, in der die Jahreszahl 1537 herausgearbeitet ist, die aber nicht historischen Ursprungs sein soll. Teile der Anlage werden im nahe gelegenen Abtskücher Stauteich vermutet, der im Zuge einer Arbeitsbeschaffungsmaßnahme Ende der 1920er Jahre erweitert wurde. Der Rinderbach, der durch den Stauteich hindurch geführt wird, war früher möglicherweise ein Teil der umgebenden Wassergräben. Vermutet wird, dass der Hof Abtsküche zum Haus Hetterscheidt gehörten.

## Heutige Nutzung
Der Stauteich und seine Umgebung mit der St. Jakobus-Kapelle, dem Heimatmuseum in der Alten Abtskücher Schule, dem Hof zum Hof (heute Stadtwerke) und Resten des Schlosses sind heute ein beliebtes Ausflugsziel.